# Honnay
Honnay (en wallon Onai) est une section de la ville belge de Beauraing située en Wallonie dans la province de Namur.
C'était une commune à part entière avant la fusion des communes de 1977.

## Étymologie
Le nom de Honnay, attesté sous la forme Hunai en 1050, trouverait son origine dans le mot latin Hunacum, composé du nom germanique Hûno (Hunno ou Huno) avec le suffixe -acum, que l'on pourrait traduire par Ville de Huno ou Val de Huno en référence au relief vallonné. Le village se trouve sur le parcours d’un diverticulum romain unissant Givet à Rochefort.

## Évolution démographique
- Source: DGS, 1831 à 1970=recensements population, 1976= habitants au 31 décembre

## Histoire
Situé sur une voie reliée à la grande chaussée romaine reliant Reims à Bavay, le site où se trouve actuellement le village a été très vite habité. On y a d’ailleurs retrouvé des vestiges
gallo-romains et des tombes mérovingiennes.
Dès le XIe siècle Honnay fit partie du Comté de Huy.
Cette ancienne commune formait avec Revogne deux entités distinctes avant d'être rattachées sous le nom de Honnay-Revogne lors de la réorganisation territoriale imposée par la Révolution française.